# Sint-Franciscuskerk (Warschau)
De Sint-Franciscuskerk (Warschau) (Pools: Kościół św. Franciszka) is een Barokkerk. Het is de kerk van de Franciscanerorde in Warschau. De Kerk is gebouwd tussen 1679 en 1788. Door de lange bouwtijd heeft de kerk elementen uit de Barok en uit het Neoclassicisme. De architecten waren Giovanni Battista Ceroni. Józef Fontana, Jakub Fontana en Józef Boretti.Het kerkinterieur is Barok, de façade heeft door haar obelisken een Neoclassicistisch aanzien. De façade werd voltooid in 1737 en de obelisken werden in 1788 toegevoegd. De kerk werd ingewijd in 1737. 

## Geschiedenis

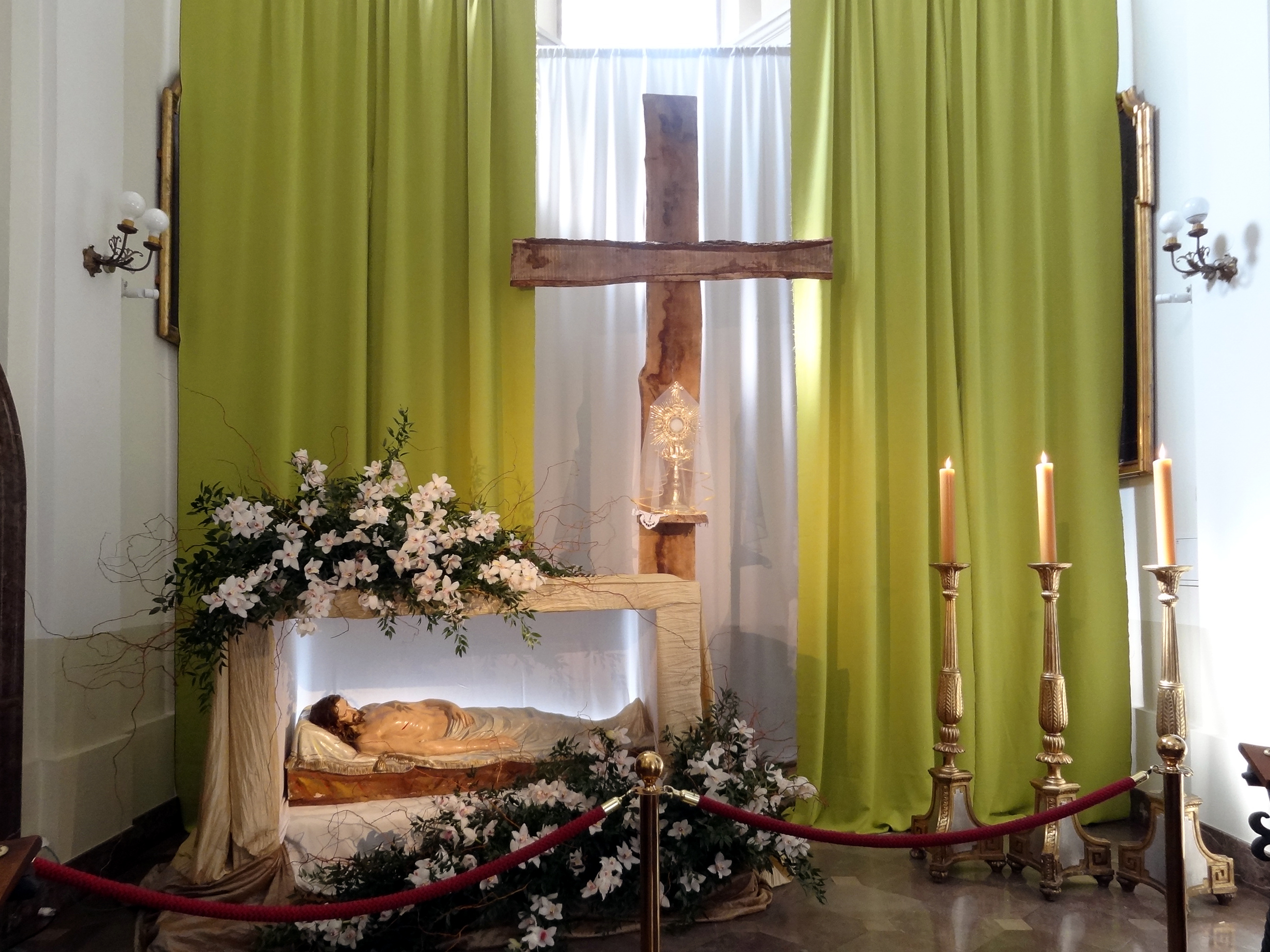
Kapel met het Heilig Graf op Paaszaterdag

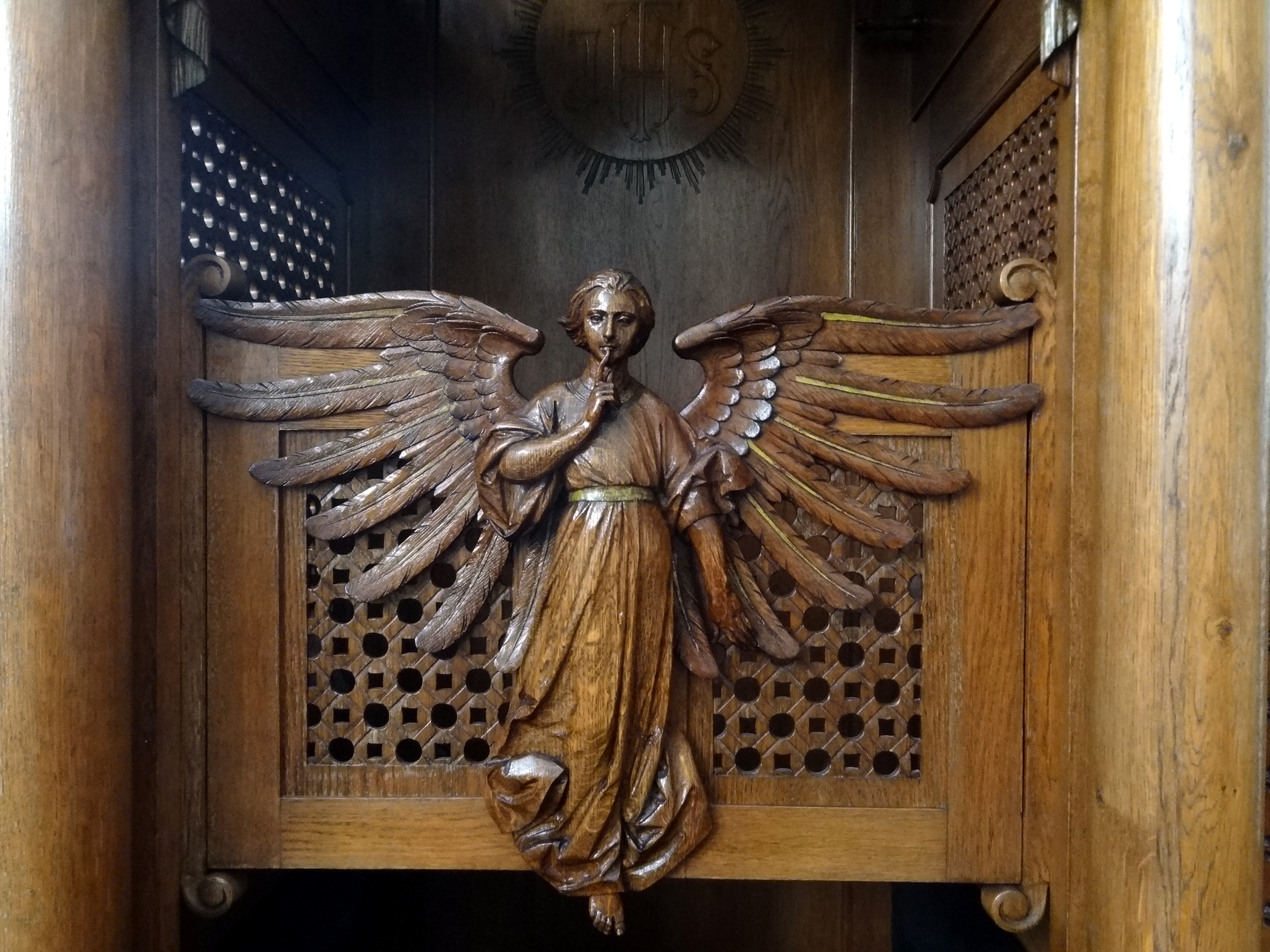
Een houten biechtstoel in de kerk, detail

De franciscanen vestigde zich in 1645 in Warschau. Met de bouw van de kerk werd begonnen in 1679 en voltooid in 1737 en in datzelfde jaar gewijd. De obelisken werden pas in 1788 toegevoegd. De barokke façade heeft door de obelisken een wat Neoclassistisch uiterlijk gekregen. Door de lange bouwperiode zijn er diverse architecten geweest die aan de kerk hebben gebouwd. Het kerkinterieur heeft een aantal bijzondere barokke grafschriften van Mecenassen van de kerk.Bij de grafschriften zijn portretten te vinden. Bij een van de portretten is de Mecenas afgebeeld in Sarmartiaans harnas. In de 17e en 18e eeuw was het voor de Poolse landadel mode zich te kleden als Sarmaten, omdat men dacht van dit klassieke volk af te stammen. In een zijkapel hangt het schilderij van Antonius van Padua van de Poolse schilder en beeldhouwer Mateusz Koło. Dit schilderij stamt uit 1664 en wordt gezien als een bijzonderse schilderijen van Warschau in de 17e eeuw..  Verder bezit de kerk significante Relikwieën van Sint-Vitus. Deze werden geschonken aan de franciscanen door Paus Benedictus XIV in 1745.